# Heisteria blanchetiana
Heisteria blanchetiana là một loài thực vật có hoa trong họ Olacaceae. Loài này được (Engl.) Sleumer mô tả khoa học đầu tiên năm 1984.